# 安德鲁·格雷厄姆
安德鲁·格雷厄姆（英語：Andrew Graham，1815年4月8日—1908年11月5日）是一位爱尔兰天文学家、計算員，出生在爱尔兰的弗馬納郡。
他在1848年在爱尔兰的馬克里天文台任职时，曾发现了小行星颖神星。
曾担任剑桥天文台第一助理（1864年-1903年）。

## 貢獻
| 颖神星 | 1848年4月25日 |